# Museo de Literatura y Artes Yeghishe Charents
El Museo de Literatura y Arte Yeghishe Charents (en armenio: Եղիշե Չարենցի անվան գրականության և արվեստի թանգարան) es una institución cultural e histórica en la ciudad de Ereván, Armenia. Alberga una gran cantidad de  de manuscritos y libros armenios.

## Historia
El museo fue establecido en 1921 por el Comisariado de Educación del Pueblo en Armenia como un departamento historiográfico del Museo Estatal Cultural e Histórico, establecido en Ereván. Fue iniciado en 1922 por el poeta Yeghishe Charents (1856-1951), quien trajo documentos, libros antiguos y otros materiales sobre la historia de la comunidad armenia de Najicheván a Ereván. En los años siguientes, el departamento se llenó de numerosos materiales de escritores clásicos armenios, figuras e instituciones literarias y culturales.
El 16 de mayo de 1935, el departamento fue trasladado del Museo Estatal Cultural e Histórico a una institución científica independiente llamada Museo Literario Estatal, dirigida por Khoren Sargsyan. El 21 de julio de 1942, el Museo Literario dejó el Comisariado del Pueblo y pasó a formar parte de la rama armenia de la Academia de Ciencias de la Unión Soviética, entonces parte de la Academia de Ciencias de Armenia, como departamento independiente del Instituto de Lengua y Literatura de Armenia. En mayo de 1953 la institución pasa bajo la jurisdicción del Ministerio de Cultura de la República Socialista Soviética de Armenia, como un departamento separado del Museo Histórico Estatal de Armenia.
En 1934, se inauguró la sala de Romanos Melikyan en el conservatorio, con una exposición de varias colecciones de música. En 1935, con los esfuerzos del dramaturgo Sargis Meliksetyan, se fundó el Museo del Teatro de Ereván. En 1954, las tres organizaciones se fusionaron para formar una sola institución: el Museo de Literatura y Arte. Operó bajo la jurisdicción de la Academia de Ciencias de la URSS hasta 1963, y luego en el Ministerio de Cultura. Desde 1967 el museo lleva el nombre de Yeghishe Charents.
Desde 1977 el museo alberga materiales relacionados con la cinematografía.

## Exposición
El Museo de Literatura y Arte Yeghishe Charents cuenta con 5 salas de exposiciones con una superficie total de 300 metros cuadrados. Dos de las salas muestran literatura armenia, y las otras teatro, cine y música.
Los materiales exhibidos representan a cientos de personalidades en el campo de la literatura y el arte, publicaciones de instituciones educativas, científicas y culturales, grupos y sindicatos literarios, musicales, teatrales y publicaciones periódicas que han dejado una huella significativa en la historia armenia. La amplia variedad de materiales incluye manuscritos, cartas, documentos, documentos, notas, fotos, invitaciones, folletos, herramientas, vestuario personal y escénico, muebles, utensilios, recuerdos de viaje, premios estatales, artísticos, científicos, etnográficos, pedagógicos, memorias, medallas, armas, equipos de cine, libros antiguos, prensa, etc.
Las personalidades de la literatura y el arte se presentan principalmente en grupos, según la época, el género y la dirección de su trabajo. Para algunos de ellos, se han formado rincones especiales para los artistas Sayat-Nova, Jachatur Abovián, Raffi, Gabriel Sundukyan, Daniel Varoujan, Komitas, Alexander Shirvanzade, Petros Adamyan, Yeghishe Charents, entre otros.